# Danau Kedap
Danau Kedap is een bestuurslaag in het regentschap Muaro Jambi van de provincie Jambi, Indonesië. Danau Kedap telt 737 inwoners (volkstelling 2010).